# Jean-Baptiste de Sade
Jean-Baptiste de Sade (* 14. Juli 1633 in Mazan; † 19. Dezember 1707) war ein französischer Adliger aus dem Hause Sade.
Er war der vierte Sohn des Grafen Jean-Baptiste de Sade und der Diane de Simiane, Dame de la Coste.
Er war Propst von Bonnieux und Cucuron und wurde am 4. September 1665 zum Bischof von Cavaillon wie sein Onkel Richard de Sade  vor ihm ernannt und am 14. März 1666 geweiht. Er vermählte seinen Bruder Côme de Sade 1669 mit Elisabeth Louet de Nogaret de Calvisson. Er schrieb die Bücher Instructions chrétiennes et morales sur divers passages de l'Écriture Sainte und Adoration de sacrament de l’Eucharistie.